# Юрі (мова)
Юрі́ (журі, шурупишуна; yurí; застарілі: juri, xurúpixuna, tucano-tapuya) — мертва некласифікована мова індіанців-юрі.
Була поширеною вздовж річки Пуре, притоки Жапури (ліва притока Амазонки) на кордоні Бразилії та Колумбії. Мову вважають вимерлою.

## Генетична приналежність
Про мову юрі збереглося дуже мало відомостей. Ортіс наводить лише невеликий словничок, зібраний у ранніх авторів. Фактично мова ізольована, хоча є спроби пов'язати її з іншим ізолятом — мовою тикуна з утворенням тикуна-юрійської сім'ї. Т. Кауфман (1994:62) вважає, що є певні лексичні свідчення на користь такої спорідненості.

### Карабайо
Часто вважають, що мова та народ карабайо відповідають мові та народу юрі. Дійсно, колумбійські урядові видання кажуть про «юрі (карабайо)», «карабайо (юрі)» або «юрі, Aroje або карабайо» як про єдиний народ. Однак, коли 1969 року відбулася випадкова зустріч з одним із народів річки Пуре (ймовірно, карабайо), тільки для 20 % слів, зібраних при цьому, існували споріднені еквіваленти в юрі. Це занадто мало, щоб вважати, що мова, записана 1969 року, є прямим нащадком юрі, хоча вона, мабуть, належить до тієї ж родини. Тим не менш, дані, записані 1969 року, не доступні для вчених, і тільки три із зібраних слів нині відомі.
Чисельність етнічної групи, яка проживає тепер на території Колумбії (муніципалітет Ла-Чоррера департаменту Амасонас) і перейшла на іспанську мову, оцінюється в 150—200 осіб.